# Murta (planta)
La murta, murtra, murter, mirter, murtrer o murtrera (Myrtus communis) és una planta de la família de les mirtàcies que creix a les dues vores del Mediterrani. Etimològicament Myrtus communis prové del grec myrtos que significa perfum per ser una planta molt aromàtica i communis per ser relativament abundant.

## Ecologia
La murta és una planta cosmopolita. Es distribueix des de l'Àfrica, passant per Europa fins a l'Àsia temperada, és a dir, a la zona mediterrània, ja que és una planta termòfila.
Al continent africà se'n pot trobar a Macaronèsia (Açores) i al nord d'Àfrica (Algèria, Líbia, Marroc i Tunísia). A l'Àsia temperada només se'n troba a la zona d'Israel, Jordània i Síria. A Europa viu tant al sud-est europeu (Grècia, Itàlia, Croàcia, Malta,) com al sud-oest europeu (França, Portugal i Espanya).
Als territoris de parla catalana no és gaire freqüent, però se'n pot trobar a totes les comarques litorals, des del Rosselló fins a l'Alacantí i les Illes Balears, on és més comuna. Prefereix climes temperats i càlids, llocs arrecerats i sòls eixuts i frescos. Viu als matolls, a les màquies i als marges de rambles i torrenteres.

## Descripció

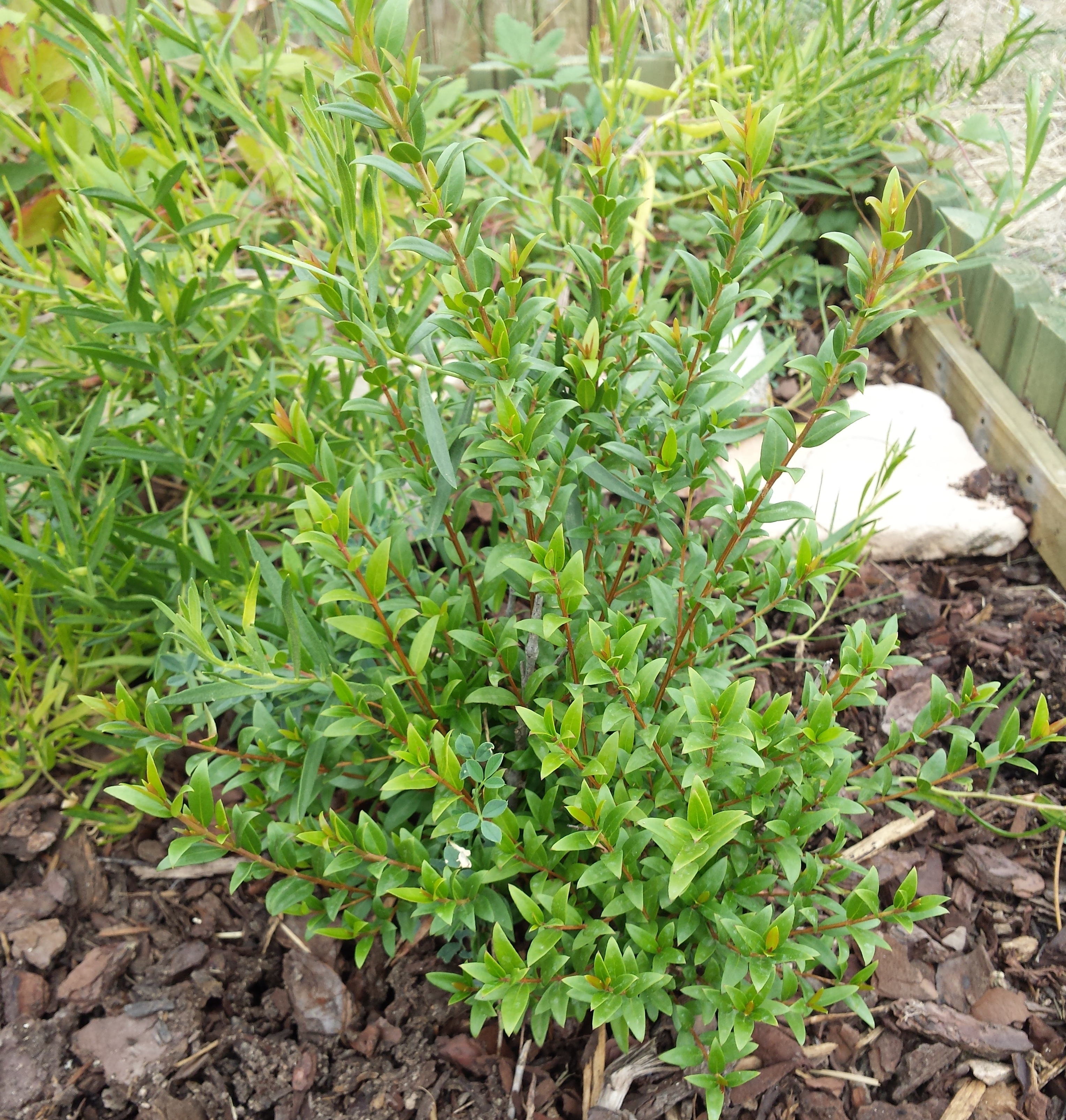
Murtra de jardineria

Myrtus communis, que pertany a la família de les mirtàcies, presenta un cicle vital perenne. És un arbust fanerògam d'1 a 3 m d'alçada de fullatge dens, molt ramificat, amb pèls glandulars a les branques més joves.
Les fulles són simples, coriàcies, subsèssils, amb nombrosos petits punts translúcids, molt aromàtiques per fregament i tenen una disposició oposada damunt la tija. La forma del limbe és entre lanceolada i ovalada. Té l'àpex acuminat i la forma de la base és atenuada. La seva superfície és revoluta amb una nervadura pennada i una divisió del marge entera.

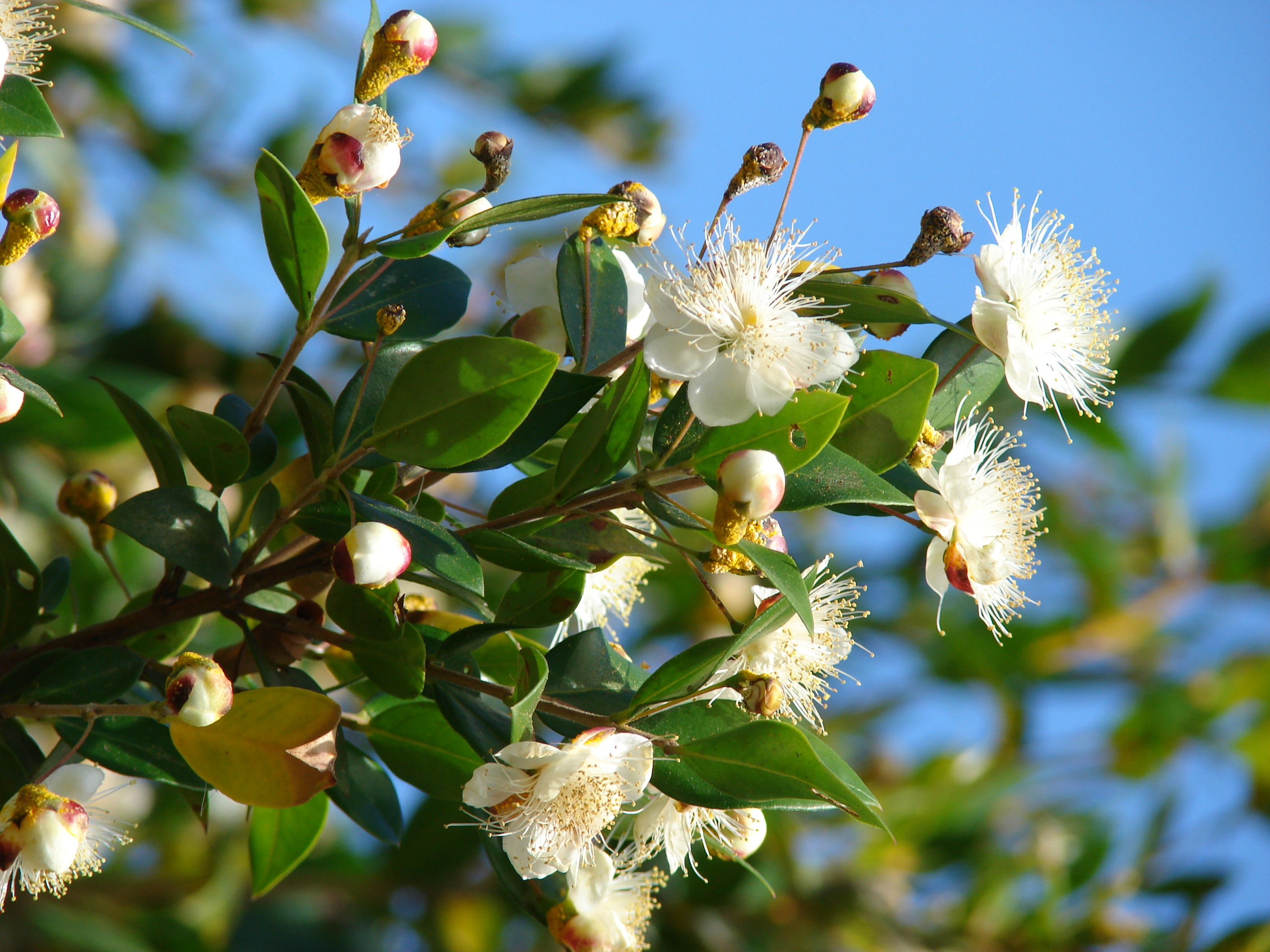
Flors de murta.

Les flors, d'uns 30 mm de diàmetre, són cícliques actinomorfes, estan situades sobre pedicels llargs i prims de manera axial, i tenen una corol·la gamopètala rotàcia amb 5 pètals blanquinosos. Quant als caràcters sexuals, l'androceu té abundants estams sent així poliadelfs i exserts i el gineceu és penta-carpel·lar soldat a un ovari ínfer. La floració es dona entre el mes de maig i principis d'agost.

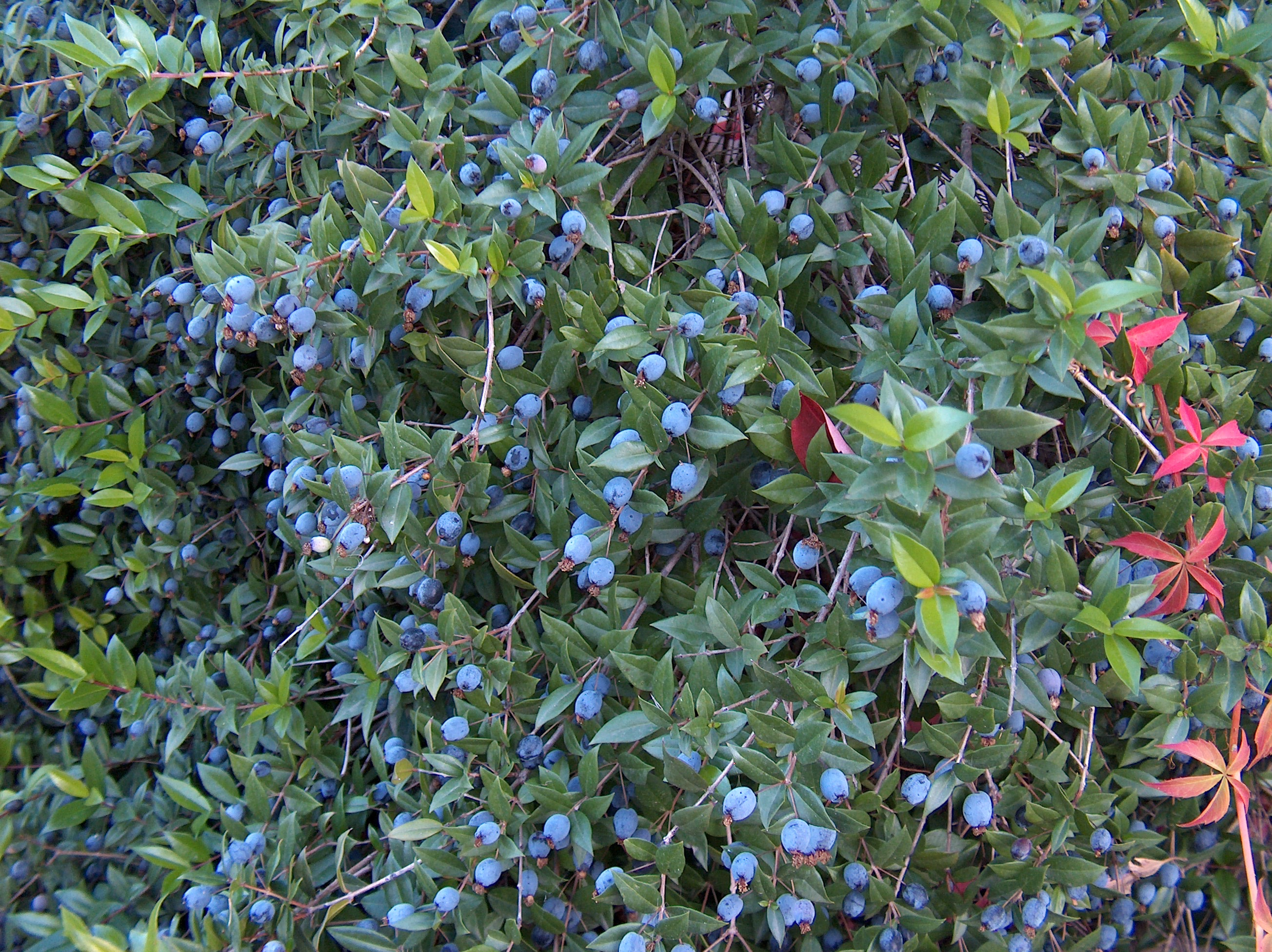
Fruits.

El fruit és una baia anomenada murtó que normalment mesura uns 8 mm. És de color blau-negrós, poc carnós, comestible i es cobreix amb una capa de pruïna a la maduresa.

## Farmacologia

### Composició química

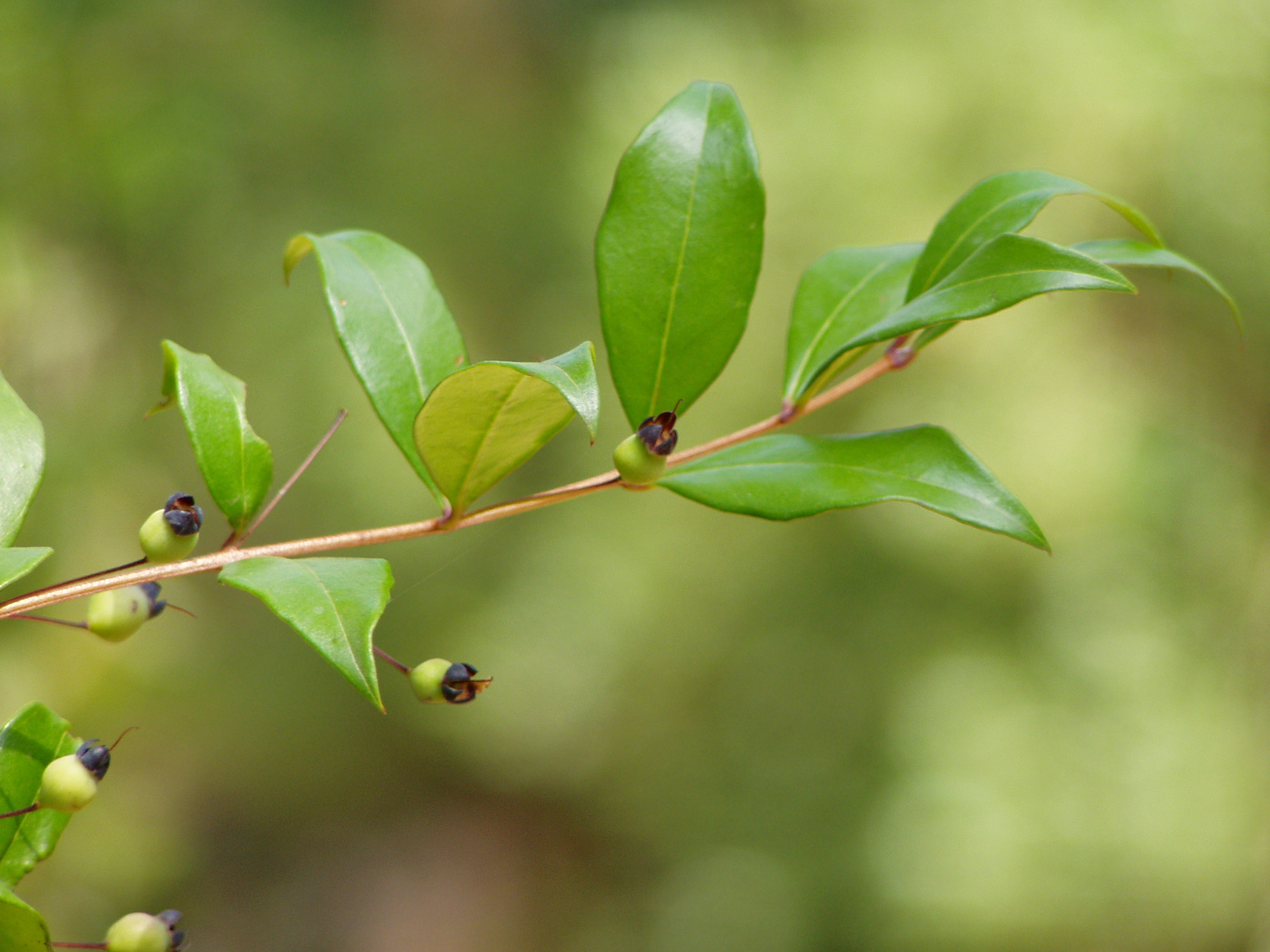
Branca de murta.

La composició química de la murta és diferent segons la zona de la planta. A les fulles hi ha tanins, resines, principis amargs, oli essencial (0,3%), aigua i sals minerals. Els fruits i les fulles, contenen tanins, resines, oli essencial, aigua i sals minerals. A més, també hi ha sucres, àcid màlic i àcid cítric. Els components més importants de l'oli de murta (fins al 0,8% en les fulles) són mirtenol, acetat de mirtenol, limonè (23%), linalol (20%), pinè (14%), cineol (11%), a més, p-cimè, geraniol, nerol i l'àcid fenilpropanoid, metileugenol. Existeix una considerable variabilitat en la composició de l'oli en els diferents llocs on creix la planta.

### Usos medicinals i accions farmacològiques
La murta té diferents usos medicinals que es poden classificar segons la via del cos que es tracti.
- Per via interna: Afeccions respiratòries, com ara bronquitis, sinusitis, otitis; infeccions microbianes de les vies urinàries com ara cistitis i prostatitis; dispèpsies hipotòniques; refredats, i leucorrees.

- Per via externa: hemorroides, ferides, llagues, úlceres, leucorrees, metritis, etc.

Tots aquests usos venen determinats per diferents components que té la planta, que actuen de manera diferent segons els seus principis actius.
Les fulles contenen tanins, resines, substàncies amargues, i sobretot, un oli essencial, que són els elements que proporcionen les diverses propietats farmacològiques. Els tanins, confereixen a la planta les propietats astringents que s'utilitzen, sobretot, per tractar les morenes. L'essència té una important acció antisèptica i antibiòtica comparable a la penicil·lina. A més a més, és expectorant, eupèptica, digestiva, hemostàtica i balsàmica. Ajuda a combatre els processos inflamatoris de les vies respiratòries com ara refredats, bronquitis, tos o sinusitis, ja que conté un alcohol, el mirtol, que li proporciona propietats balsàmiques, antisèptiques i sedants. Se'n pot prendre en infusió, en forma de xarop o també en forma de bafs, com les fulles d'eucaliptus.
Els fruits s'utilitzen com a condiment, tot i que també es poden obtenir elements per protegir la pell. D'altra banda, els animals (senglars, porcs, etc.) l'utilitzen per a regurgitar el menjar.

### Toxicitat
Cal tenir en compte la possible toxicitat de l'oli essencial i del mirtol i no aplicar-ne grans dosis (dosi màxima 2-3 gr.) per la possible aparició de reaccions al·lèrgiques.
Ús en jardineria
És àmpliament utilitzat en jardineria, per exemple per fer tanques retallades, ja que resisteix bé el retall. La cultivar més freqüentment cultivada és la murta de fulla petita (Myrtus communis 'Microphylla') de fulles menudes i baies blau-negroses.

## Observacions
La murta s'utilitza bàsicament en perfumeria, més concretament en els perfums masculins, ja que té una aroma molt intensa.
La fusta es fa servir en ebenisteria.
Quant al cultiu, la murta necessita sòls frescos en llocs oberts i humits i un clima suau. No resisteix les temperatures extremes.
És un arbust típic del mediterrani on està associat a molts costums i tradicions. A Còrsega i a Sardenya se'n fa un licor aromàtic, anomenat murta (mirto en italià). Igualment a Catalunya, a les zones on creix en estat salvatge, és típic d'elaborar el vi de murta. Entre els grecs antics, la murta era la planta consagrada a Afrodita, la deessa de l'amor i com a tal es considerava símbol de l'amor i la bellesa. Amb corones de murta es reconeixien els campions olímpics.

## Propagació
La seva propagació és molt fàcil i el mètode més normal és per les llavors que s'obtenen dels murtons al mes de setembre. També es pot propagar fent un esqueix duplicant la planta mare. És molt utilitzada en jardineria per moltes raons, fàcil i agraïda de cultivar, té un fullatge molt dens i és molt aromàtica.